# Soli Labbart
Soli Labbart, född Solvig Rosenqvist den 21 december 1922 i Vasa, Finland, död den 17 juni 2003 i Högalids församling, Stockholm, var en finländsk skådespelare. 
Labbart studerade vid Svenska teaterskolan 1948–1951, verkade vid Åbo svenska teater 1951–1955 och 1965–1976, vid Wasa teater 1977–1978 och igen i Åbo 1978–1980. Hon hade betydande roller i bland annat Daniel Hjort, Mutter Courage, Cabaret och Brevbäraren från Arles. Hon medverkade vidare 1986 i Teater Mars Ett drömspel i Joakim Groths regi.
På senare år arbetade Labbart främst som frilans och då huvudsakligen inom film och tv och medverkade i filmer även efter att hon hade gått i pension. Hon spelade i filmen Herr Puntila och hans dräng Matti i Ralf Långbackas regi, i tv-serien Rauta-aika i Kalle Holmbergs regi och i rikssvenska tv-filmen Sista vinden från Kap Horn (1991) i Agneta Fagerström-Olssons regi. I den gör hon en gammal kvinna, Fanny, som på grund av sjukdom och svaghet hålls inlåst i sin lägenhet men som längtar till havet, gör uppror och bryter sig ut. I unga år tilldelades Labbart tapperhetsmedalj för sin tjänstgöring som lotta i kriget och tilldelades senare bland annat Jussistatyetten.
Soli Labbart är gravsatt i minneslunden på Katarina kyrkogård i Stockholm.

## Filmografi (urval)
- 1975 - Någon borde sörja
- 1978 – Slumrande toner
- 1979 – Charlotte Löwensköld
- 1979 – Herr Puntila och hans dräng Matti
- 1984 – Sista leken
- 1989 – Cha cha cha
- 1989 – Paper Star
- 1991 – Sista vinden från Kap Horn
- 1992 – Krigarens hjärta
- 1993 – The Last Border
- 1994 – Onkel Vanja
- 1997 – Brinnande kärlek
- 1997 – Minister på villovägar